# Plan de los generales (Israel)

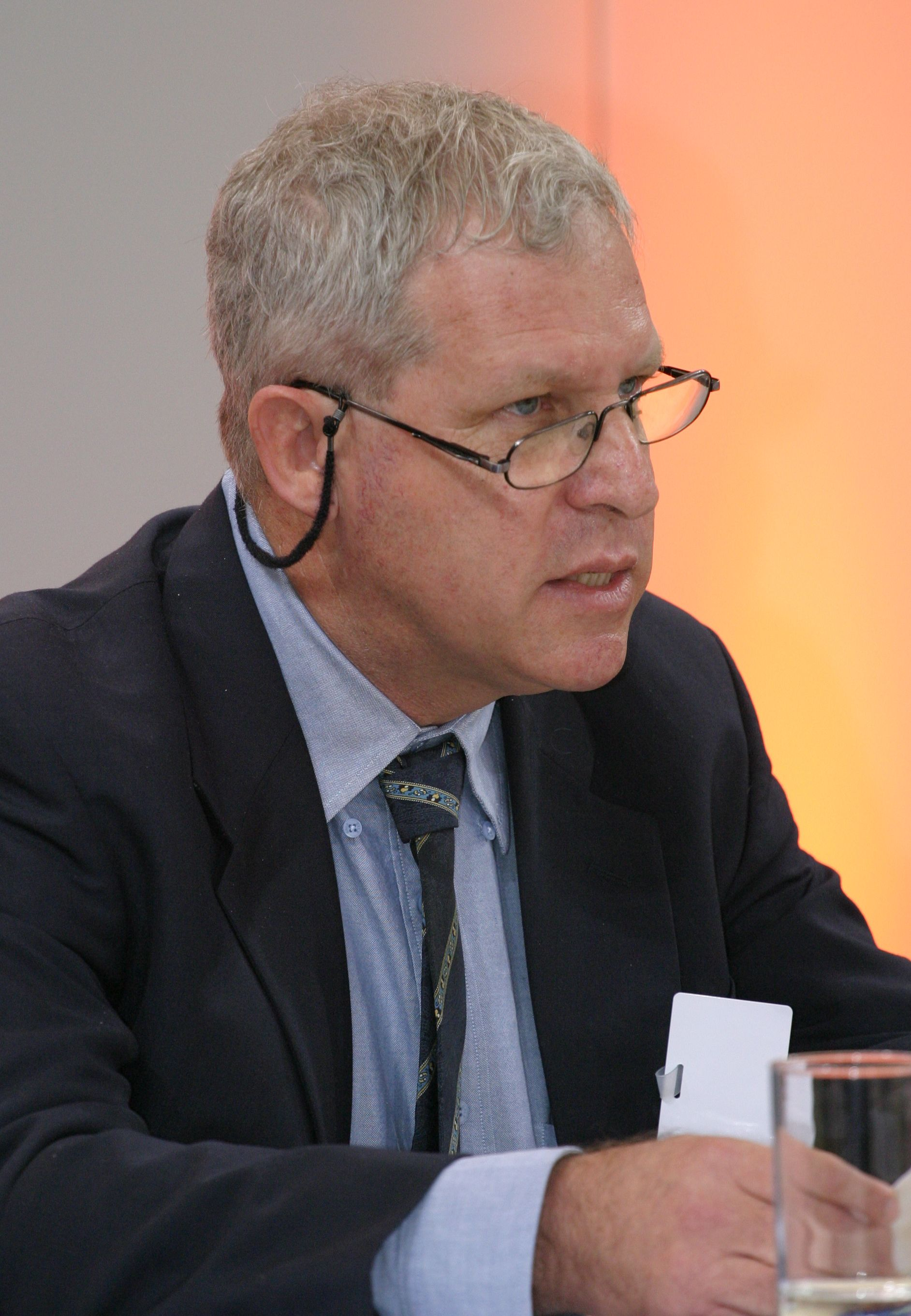
Eiland en 2004

El plan de los generales es una estrategia de asedio propuesta por el ex general israelí Giora Eiland durante la guerra Israel-Gaza de 2023-24. El plan proponía la expulsión completa de la población palestina del norte de la Franja de Gaza, la catalogación de todos los civiles que permaneciesen en la zona como objetivos militares y un bloqueo absoluto de la entrada en la zona de suministros como alimentos, agua y medicinas.
El plan fue sometido a discusión por el gobierno israelí, aunque no fue adoptado oficialmente. Sin embargo, ha habido señales de que Israel comenzó a poner en práctica partes del plan en octubre de 2024, cuando comenzó su asedio del norte de Gaza.
El plan de los generales ha recibido amplias críticas por su impacto humanitario, que algunos califican de genocidio y de limpieza étnica.

## Descripción general
El plan, concebido por el general retirado y exjefe del Consejo de Seguridad Nacional Giora Eiland, fue presentado a la Knéset por un grupo de generales israelíes retirados y proponía dar a los aproximadamente 300.000 palestinos que quedaban al norte de la Franja de Gaza un período de evacuación de una semana para salir de la zona antes de designarla como zona de exclusión militar. Tras este periodo de tiempo, cualquiera que permaneciera en la zona sería considerado combatiente. El plan implementaría entonces un asedio completo hasta la rendición de los catalogados como milicianos, negándoles todos los suministros esenciales, incluyendo medicamentos, combustible, alimentos y agua, lo que representaría un cambio radical en la estrategia militar israelí para el norte de la Franja de Gaza.
Según Giora Eiland, el principal arquitecto del plan, este enfoque tiene como objetivo presionar a Hamás y lograr la liberación de los aproximadamente cien rehenes israelíes que aún seguían retenidos desde el 7 de octubre de 2023 . La estrategia también prevé que Israel mantenga un control indefinido sobre el norte de la Franja de Gaza para establecer una nueva administración distinta a la de Hamás, partiendo de facto en dos la Franja de Gaza.  Eiland opinó que esta estrategia de asedio sería militarmente efectiva y compatible con el derecho internacional, y señaló que el plan afectaría las prioridades del entonces líder de Hamás, Yahya Sinwar, privándole de «tierra y dignidad». Eiland afirmó que Hamás «tendrá que rendirse o morir de hambre», y añadió que «no será necesario» que el ejército israelí mate a todos en el norte de Gaza porque «la gente no podrá vivir allí. El agua se secará».
El Instituto de Estudios de Seguridad Nacional israelí afirmó que el plan surgió de la percepción de que la presión militar en práctica hasta el momento no lograba liberar a los rehenes y destruir las capacidades de Hamás. Sus arquitectos identificaron una brecha preocupante entre las percepciones de los altos mandos y la realidad sobre el terreno, lo que los llevó a proponer una estrategia dirigida a los cuatro recursos fundamentales de Hamás: dinero, mano de obra, suministros y motivación.
El ejército israelí justificó sus operaciones en zonas como Jabalia por la necesidad de combatir el reagrupamiento de Hamás. Aunque oficialmente se negó la implementación del plan de los generales, las operaciones militares posteriores pusieron en práctica varios elementos de esta estrategia.

## Historia

### Concepción y propuesta
En abril de 2024, Giora Eiland expresó en una entrevista en The Times of Israel una exhaustiva crítica de la estrategia militar de Israel tras los ataques del 7 de octubre, y propuso varias soluciones para los problemas que él percibía en la presión militar de Israel frente a la guerra de guerrillas aplicada por los milicianos palestinos. Dado que la Franja de Gaza depende del abastecimiento externo de algunos productos básicos como combustible, alimentos y agua, Eiland propuso que estos elementos clave se usasen de manera más efectiva y aportó estrategias que acabarían concretándose en el llamado plan de los generales. Entre las propuestas de Eiland se incluía poner en práctica un bloqueo más severo en la Franja de Gaza y cooperar con el ejército estadounidense para impedir la reconstrucción de la Franja mientras Hamás permaneciese al mando.
A finales de septiembre de 2024, el primer ministro de Israel, Benjamín Netanyahu, presentó el plan de los generales a los militares y políticos israelíes durante una sesión a puerta cerrada del Comité de Asuntos Exteriores y Defensa del Knéset . El plan fue una de las distintas opciones sometidas a debate por el gabinete.
La posible adopción de esta estrategia supuso fuertes tensiones dentro del gobierno israelí, particularmente entre los miembros de extrema derecha del gabinete y la cúpula de la jerarquía militar. El ministro de Finanzas, Bezalel Smotrich, y el ministro de Seguridad Nacional, Itamar Ben Gvir, apoyaron el plan, que consideraban un medio adecuado para lograr un control israelí permanente sobre la Franja de Gaza. Sin embargo, el ministro de Defensa, Yoav Gallant, se opuso a su implementación. La posición del primer ministro Benjamin Netanyahu fue ambigua. Aunque su oficina negó oficialmente haber valorado la propuesta, los analistas políticos sugirieron que podría haber permitido una implementación parcial para mantener así el apoyo político de sus socios de extrema derecha, especialmente durante un período crítico antes de la fecha límite para la aprobación del presupuesto.

### Implementación

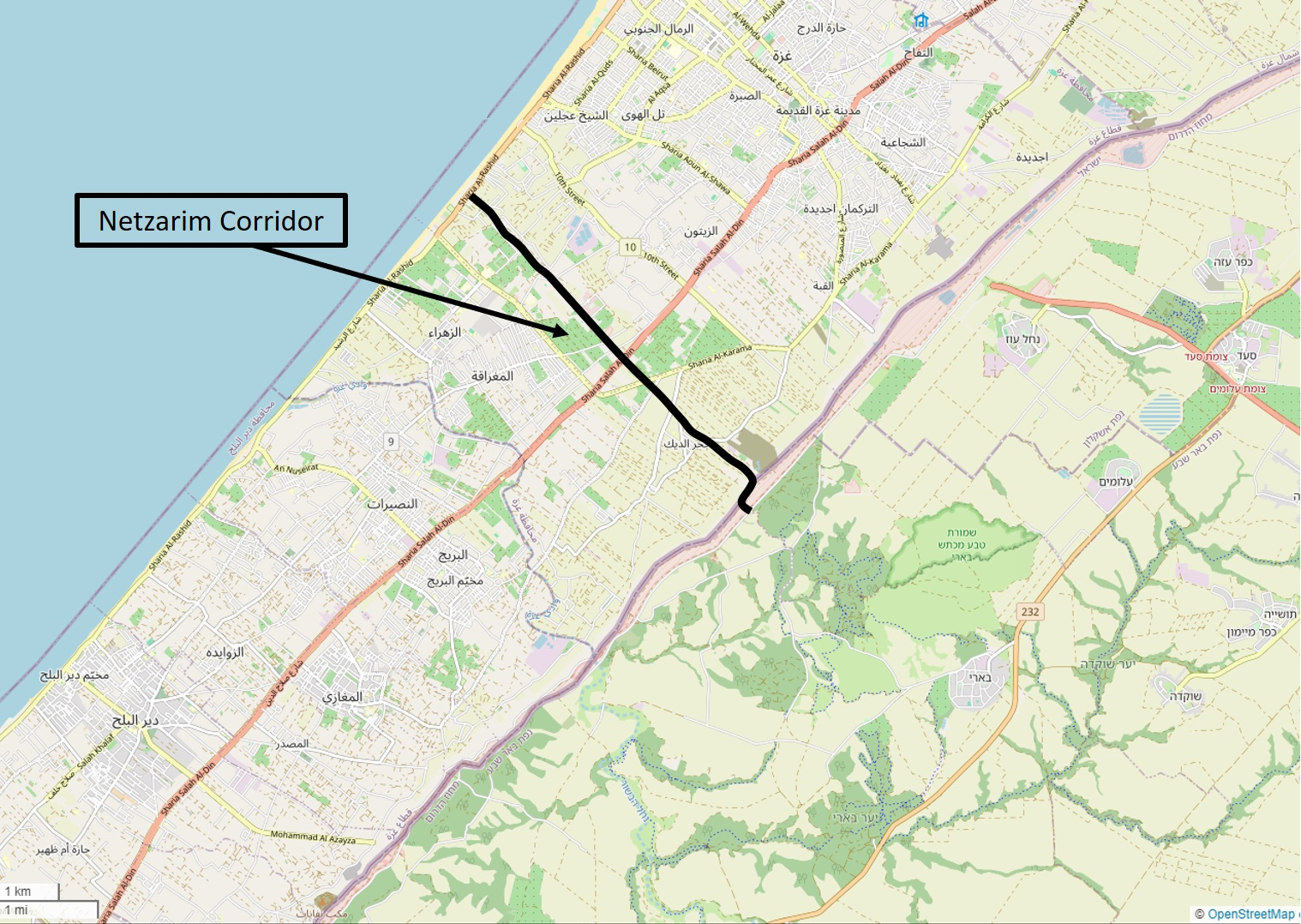
El corredor Netzarim, por el que han sido expulsados los civiles del norte de la Franja de Gaza

Aunque el gobierno israelí afirmó que no había adoptado oficialmente el plan de los generales en su totalidad, hay indicios de que sí se ha llevado a cabo su implementación parcial. A principios de 2024, Israel ya había lanzado operaciones militares en zonas como el campo de refugiados de Jabalia, y la cantidad de ayuda humanitaria que llegaba al norte de Gaza había disminuido significativamente desde el 1 de octubre de 2023. Durante todo este período, sólo unos ochenta camiones de ayuda habían entrado por los cruces del norte de Gaza, en comparación con el promedio anterior de sesenta camiones por día.
Según CNN, el ejército israelí adoptó una versión modificada del plan a principios de octubre de 2024. Este plan fue propuesto por el Foro de Comandantes y Combatientes en Reserva liderado por Eiland, con la intención de implementar el bloqueo total y la evacuación obligatoria de toda la población civil del norte de la Franja de Gaza bajo pena de muerte para cualquier habitante o refugiado que permaneciese en la zona.
El 6 de octubre de 2024, Israel designó zona de combate toda la zona norte de la Franja de Gaza, incluidas las localidades de Jabalia, Beit Lahia y Beit Hanun, y ordenó la expulsión de toda la población civil.
El 7 de octubre, el ejército israelí emitió órdenes de expulsión para los habitantes de Jabalia, Beit Hanun y Beit Lahia, ordenándoles que viajasen hacia el campamento de desplazados de al-Mawasi, en el sur de la Franja. Los continuos bombardeos israelíes dificultaron estas órdenes de evacuación, mientras que los drones israelíes perseguían y disparaban a quienes trataban de huir. Los habitantes de la zona informaron de que estaban atrapados en Jabalia, con todas las carreteras bloqueadas salvo por la principal vía de salida. Sin embargo, también denunciaron que los cuadricópteros israelíes estaban disparando a todo aquel que intentase marcharse, y uno de ellos afirmó: «esto es el infierno, no podemos salir».
Según los medios de comunicación israelíes, tomando como fuente al ejército israelí, decenas de miles de palestinos han pasado por los puestos de control del ejército israelí en el corredor Netzarim para huir al sur de la Franja de Gaza. Sin embargo, el 7 de octubre de 2024, el portavoz de la ONU, Stéphane Dujarric, declaró que muchas personas en el norte de Gaza estaban «atrapadas» en sus casas y que «pocas familias han cruzado el Uadi Gaza en dirección al sur».  Médicos Sin Fronteras denunció que al menos cinco miembros de su personal estaban atrapados en Jabalia y afirmó que «nadie puede entrar ni salir; a cualquiera que lo intente le disparan».
El 12 de octubre de 2024, el ejército israelí emitió nuevas órdenes de expulsión a través de su portavoz árabe, en este caso dirigidas a los residentes de la zona D5 del norte de Gaza. Estas comunicaciones incluían mapas detallados con rutas de evacuación hacia supuestas «zonas humanitarias» que designaban la carretera de Saladino como la vía de evacuación principal. Estas publicaciones iban acompañadas de advertencias de operaciones militares prolongadas de «gran intensidad». Las órdenes de expulsión afectaban a los aproximadamente 400.000 palestinos que quedaban en el norte de la Franja de Gaza, una zona que antes de la guerra albergaba a 1,4 millones de personas. Las órdenes y las acciones militares subsiguientes coinciden con el plan de los generales en sus órdenes sistemáticas de evacuación para zonas específicas, la creación de corredores de movimiento de un solo sentido (hacia el sur) y la implementación de una prohibición de regresar a las zonas vaciadas.
El 6 de noviembre, el ejército israelí confirmó que no dejaría volver a sus hogares a los civiles a los que había expulsado del norte de la Franja de Gaza. Este anuncio, realizado por el brigadier general Itzik Cohen, supuso la primera confirmación oficial de la limpieza étnica sistemática de este territorio palestino. Este oficial del ejército israelí declaró que, dado que ya no se consideraba que quedasen civiles en el norte de la Franja de Gaza, ya no se permitiría la entrada de ayuda humanitaria a la zona. Expertos en derecho internacional explicaron que esta medida constituía los crímenes de guerra de uso del hambre como arma de guerra y desplazamiento forzoso.

## Cuestiones humanitarias
El plan de los generales ha suscitado importantes preocupaciones desde el punto de vista humanitario, tanto entre los observadores internacionales como entre las organizaciones de derechos humanos. Sus críticos argumentan que el plan viola el derecho internacional que prohíbe el uso del hambre como arma de guerra, así como la evacuación forzosa de la población civil, la limpieza étnica y el genocidio, tal y como se ha presentado en el caso contra Israel en la Corte Internacional de Justicia. En consonancia con el plan de los generales, la entrega de ayuda humanitaria al norte de Gaza cesó por completo después del 1 de octubre, y prácticamente no se ha registrado ninguna llegada de ayuda durante las primeras semanas de este mes. El Programa Mundial de Alimentos documentó el cierre de los principales cruces fronterizos utilizados para la entrega de ayuda humanitaria.
La situación humanitaria en el norte de la Franja de Gaza se ha deteriorado significativamente: aproximadamente 400.000 personas seguían atrapadas en la zona a comienzos de octubre de 2024, mientras que los suministros esenciales, los alimentos y el agua eran cada vez más escasos y el movimiento entre diferentes partes de la región resultaba prácticamente imposible. Además, pocos palestinos siguieron las órdenes de expulsión, pues muchos temían que nunca se les permitiera regresar.
Además, varios hospitales del norte de la Franja de Gaza informaron de una grave escasez de combustible para los generadores, lo que aumentó las muertes causadas por los constantes bombardeos israelíes. Varios servicios esenciales, como panaderías y cocinas colectivas, se vieron obligados a cerrar. Debido a las restricciones al acceso de los medios de comunicación al norte de la Franja previstas en el plan, los periodistas internacionales encuentran prácticamente imposible acceder a esta zona.
Las organizaciones de derechos humanos han criticado duramente el plan de los generales. Una coalición de grupos de derechos humanos israelíes advirtió que se estaba implementando en secreto el plan y explicaron que este viola el derecho internacional. Jessica Montell, de la ONG HaMoked, un grupo de defensa de los derechos civiles con sede en Jerusalén, comparó el plan de los generales con la guerra de asedio medieval y afirmó que contradice los principios fundamentales de las leyes de la guerra.

## Reacciones
Muchos de los palestinos que vivían al norte de la Franja de Gaza se resistieron a las órdenes de expulsión y optaron por quedarse a pesar del deterioro de las condiciones de vida ante el temor a un desplazamiento permanente similar al que sufrió el pueblo palestino en 1948, con la creación del Estado de Israel. La situación afectó especialmente a los sectores más vulnerables de la población, incluidos los ancianos, los enfermos y aquellos que no pueden o no quieren salir de sus hogares. Muchos palestinos expresaron su temor a trasladarse al sur de la Franja de Gaza, donde las condiciones ya son terribles, con campamentos de tiendas de campaña superpoblados y con continuos ataques aéreos contra los refugios civiles. Otros civiles decidieron no irse porque necesitaban cuidar a familiares vulnerables.
Hamás ha calificado el plan de genocida, mientras que otros han descrito el plan como una limpieza étnica del norte de Gaza.

### En Israel
Tanto los analistas militares israelíes como el Centro de Derechos Humanos Al-Mezan afirmaron que ya se había implementado la primera etapa del plan de los generales. Las organizaciones israelíes de derechos humanos Gisha, B'Tselem, Médicos por los Derechos Humanos y Yesh Din afirmaron que había «señales alarmantes» que indicaban que Israel estaba implementando el plan. Tres soldados reservistas israelíes en activo en la Franja de Gaza declararon que el plan del general se estaba llevando a la práctica. Eran Etzion, ex subdirector del Consejo de Seguridad Nacional israelí, calificó el plan de «crimen de guerra» y pidió a los soldados israelíes que desobedecieran las órdenes de implementar el plan.
Omer Bartov, profesor israelí de la Universidad Brown especializado en el Holocausto y en estudios sobre el genocidio, calificó el plan de los generales como la línea maestra para la campaña genocida israelí en la Franja de Gaza: 
«Este es un plan ideado por el general retirado Giora Eiland, que lleva ya meses debatiéndose en los medios de comunicación israelíes, para vaciar esa región de civiles a través de la presión militar y de la hambruna (...). Este es un primer paso hacia la anexión de la Franja de Gaza al norte del corredor Netzarim, que llevará al establecimiento de asentamientos judíos y que será solo la primera fase de una toma gradual de crecientes porciones de la Franja, empujando a los civiles a zonas cada vez más reducidas y finalmente expulsándolos de la Franja o haciendo que grandes cantidades de ellos mueran. En resumen, es un plan genocida».

### Internacionalmente
Varias agencias de las Naciones Unidas advirtieron de la creciente crisis humanitaria existente al norte de la Franja de Gaza debido a los bloqueos impuestos por Israel. La organización Medical Aid for Palestinians expresó su profunda preocupación por las bajas civiles en la zona, mientras que otras organizaciones humanitarias documentaron las dificultades a las que se enfrentaban para entregar los suministros más básicos.
Tamer Qarmout, profesor de políticas públicas en el Doha Institute, declaró que con este plan «estamos hablando de otra ola de desplazamientos, de otra Nakba. El futuro de la Franja de Gaza es horroroso, y me preocupa lo que vendrá después. La ingeniería demográfica de la Franja de Gaza está en marcha ahora mismo».
En octubre de 2024, el Secretario de Estado de los Estados Unidos, Antony Blinken, y el Secretario de Defensa de los Estados Unidos, Lloyd Austin, enviaron una carta dirigida al Ministro de Defensa de Israel, Yoav Gallant, y al Ministro de Asuntos Estratégicos de este país, Ron Dermer, en la que establecían un plazo de treinta días para que Israel cumpliese con los requisitos estadounidenses respecto al acceso de la ayuda humanitaria a la Franja de Gaza. Este ultimátum hablaba de posibles consecuencias, entre ellas la posibilidad de suspender las transferencias de armas estadounidenses a Israel si no se cumplían las exigencias.

## Análisis

### Eficacia
El Instituto de Estudios de Seguridad Nacional israelí expresó su convicción de que el plan se basaba en suposiciones que adolecían de importantes fallas. Los defensores del plan sacaron conclusiones cuestionables sobre la eficacia de las tácticas de asedio para lograr la liberación de rehenes, pasando por alto que las liberaciones anteriores se atribuyen en gran medida a la presión de la diplomacia árabe más que a la presión militar israelí. Además, esta estrategia ponía en peligro a los rehenes que aún seguían secuestrados en la Franja y no abordaba la habilidad demostrada por Hamás de adaptarse y reconstruir sus capacidades bélicas. Este instituto israelí también mencionó una serie de cuestiones jurídicas y humanitarias, como la probabilidad de una evacuación civil incompleta, cuestiones de proporcionalidad bajo el derecho internacional y el riesgo de dañar la imagen internacional de Israel. Además, se presentaban obstáculos significativos al plan, como la dificultad para impedir que los milicianos de Hamás se infiltrasen en refugios humanitarios o se mezclasen con los civiles evacuados.

### Postura de los Estados Unidos
Mohamad Elmasry, profesor del Instituto de Estudios de Posgrado de Doha, advirtió de que la carta enviada por el gobierno estadounidense era en realidad una «distracción» para ocultar su complicidad con los crímenes de guerra cometidos por Israel en Gaza. Señaló que la intervención diplomática tuvo lugar cuando se aproximaban las elecciones presidenciales estadounidenses de 2024, en las que los votantes árabes y musulmanes estadounidenses en los estados bisagra podrían desempeñar un papel crucial en el resultado final.
Elmasry también señaló que la carta servía para documentar los esfuerzos de Estados Unidos para asegurar el cumplimiento del derecho internacional y de la Ley Leahy, que rige la asistencia militar estadounidense a otros países, y que el hecho de que la carta se centrase en la entrada de ayuda humanitaria servía para evitar abordar aspectos más polémicos del conflicto, como la entrega de armas de Estados Unidos a Israel, las evacuaciones forzadas y las bajas civiles. Elmasry apuntó que Israel a menudo había ignorado las recomendaciones estadounidenses en el pasado y que Estados Unidos había mantenido su enorme apoyo militar y diplomático a Israel a pesar de la gran preocupación internacional existente desde el anuncio por parte de Galant de un «asedio completo» de la Franja de Gaza en octubre de 2023.